# Empoasca cienka
Empoasca cienka är en insektsart som beskrevs av Irena Dworakowska 1982. Empoasca cienka ingår i släktet Empoasca och familjen dvärgstritar. Inga underarter finns listade i Catalogue of Life.